# Torre de Madrid
A Torre de Madrid (Madrid tornya) egyike a legmagasabb madridi felhőkarcolóknak. A Plaza de Españán áll, 142 méter magas, 36 emelettel. 1954 és 1957 között épült korai modernista stílusban Julio Otamendi és Joaquín Otamendi, akik a szomszédos Edificio España épületét is tervezték. 1967-ig, a brüsszeli Tour de Midi megépítéséig Európa legmagasabb felhőkarcolója volt. A spanyol főváros legmagasabb épülete volt 1989-ig, amikor megépült a Torre Picasso.